# Северно-балтиморский аква-клуб

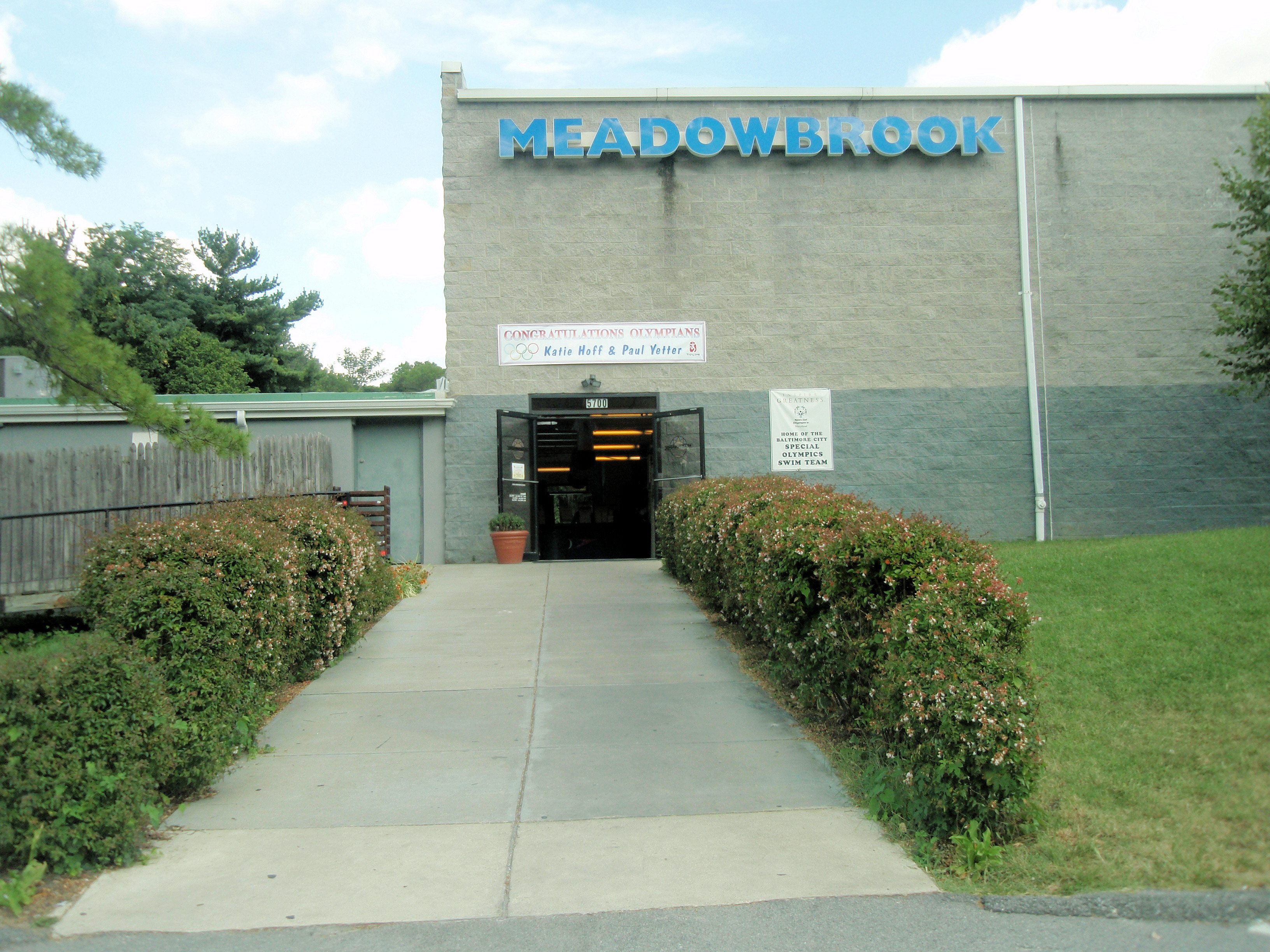
Бассейн «Мидоубрук» (Meadowbrook) — один из трех объектов, используемых NBAC

Северно-балтиморский аква-клуб (англ. North Baltimore Aquatic Club, сокр. NBAC) — плавательный клуб, расположенный в Балтиморе, штат Мэриленд, и его окрестностях. Основанный в 1968 году, NBAC продолжает проводить тренировки для юных пловцов. Аква-клуб наиболее известен тем, что подготовил дюжину олимпийских пловцов, шесть из которых завоевали золотые медали.

## Удобства
Клуб начал тренироваться в бассейне средней школы Лойолы, но по мере роста его местоположение менялось. В настоящее время работает в трёх местах: колледж Гоучер в Таусоне, школа Гилмана, офис Coppermine в Бель-Эйр и Университет Лойолы в Мэриленде в северном районе Балтимора в Хоумленд. Клуб больше не связан с бассейном Мидоубрук.

## Известные олимпийцы
Самый известный пловец в истории клуба — Майкл Фелпс, который участвовал в Играх 2000 года в Сиднее, и выиграл шесть золотых и две бронзовые медали на Играх 2004 года в Афинах. На Играх 2008 года в Пекине Фелпс побил семь мировых рекордов и выиграл золотую медаль во всех восьми дисциплинах, в которых участвовал. На Играх 2012 года в Лондоне он завоевал четыре золотые и две серебряные медали. Фелпс является рекордсменом по количеству золотых олимпийских медалей в карьере в любом виде спорта, по количеству золотых медалей на одних Олимпийских играх и по общему количеству олимпийских медалей. На Играх в Рио-де-Жанейро в 2016 году Фелпс завоевал свою 21-ю золотую олимпийскую медаль в эстафете 4×200 метров вольным стилем среди мужчин.
Среди олимпийских пловцов, тренировавшихся в NBAC, есть и такие:
1. Патрик Кеннеди[англ.] — участвовал в Олимпийских играх 1984 года в Лос-Анджелесе;
2. Тереза Эндрюс[англ.] — завоевала две золотые медали на Олимпийских играх 1984 года;
3. Анита Налл[англ.] — завоевала золотую, серебряную и бронзовую медали на Олимпийских играх 1992 года в Барселоне;
4. Бет Ботсфорд[англ.] — выиграла два золота на Олимпийских играх в Атланте в 1996 году;
5. Уитни Метцлер[англ.] — участвовала в Играх 1996 года;
6. Майкл Фелпс — участник Игр 2000 года (Сидней), Игр 2004 года (Афины), Игр 2008 года (Пекин), Игр 2012 года (Лондон), Игр 2016 года (Рио); завоевал 23 золотые, 3 серебряные и 2 бронзовые медали;
7. Кэти Хофф — участвовала в Играх 2004 года, завоевала одну серебряную и две бронзовые медали на Играх 2008 года;
8. Эллисон Шмитт — участвовала в трех Олимпиадах (2008, 2012, 2016), завоевала в общей сложности 8 медалей, в том числе 4 золотые;
9. Конор Дуайер — участвовал в Играх 2012 и 2016 годов; завоевал золотые медали в составе американской эстафеты 4х200 метров вольным стилем;
10. Чейз Калиш — серебряная медаль на Играх 2016 года в плавании 400IM; золотая медаль на Играх 2020 года;
11. Янник Аньель — золотая медаль Игр 2012 года на дистанции 200 вольным стилем и бронзовая медаль на дистанции 200 м вольным стилем на чемпионате Европы по водным видам спорта 2014 года.

## Паралимпийцы
Наряду с олимпийскими пловцами NBAC отправил своего первого паралимпийца, 17-летнего Яна Сильвермана, на Паралимпийские игры 2012 года в Лондоне.
- Ян Сильверман[англ.] — участник Паралимпийских игр 2012 года. Золото на дистанции 400 метров вольным стилем; шестое место в эстафете 4х100 метров вольным стилем, эстафете 4х100 метров комплексным плаванием и на дистанции 50 метров вольным стилем; седьмое место на дистанциях 100 метров вольным стилем и 200 метров комплексным плаванием; восьмое место на дистанции 100 метров баттерфляем;
- Ребекка Майерс[англ.];
- Джессика Лонг — участвует в соревнованиях категорий S8 и SB7. Она является обладательницей нескольких мировых рекордов и завоевала несколько золотых медалей на четырех летних Паралимпийских играх. В общей сложности Лонг завоевала 23 паралимпийские медали, что делает ее второй по количеству медалей американской паралимпийкой.